# Deutsch Wagram (stacja kolejowa)
Deutsch Wagram (niem: Bahnhof Deutsch Wagram) – stacja kolejowa w Deutsch-Wagram, w kraju związkowym Dolna Austria, w Austrii. Jest to jedna z najstarszych stacji kolejowych w Austrii. Na terenie stacji znajdują się trzy zabytkowe obiekty: budynek dworca, wieża ciśnień i warsztat naprawczy.

## Historia
W 1837 pierwszy odcinek Nordbahn został ukończony. W dniu 13 listopada 1837 tą trasą po raz pierwszy pojechał pociąg testowy. Dziesięć dni później uczestniczyli także w tej próbie zaproszeni goście. Pierwszy regularny pociąg wyjechał na trasę 6 stycznia 1838. Do 1908 stacja nazywała się Wagram.
Wraz z otwarciem linii w 1837 roku otwarto pierwszy budynek dworca. W 1854 roku został jednak zburzony i zastąpiony przez nowy, nadal istniejący. Odbudowano go w 1862 roku. W latach 1984–1987 dokonano renowacji elewacji dworca.
Wieża wodna, najstarsza stacja wody w Austrii, została zbudowana w 1846 roku.
Dawny warsztat kolejowy został zbudowany w 1908 roku. Dziś mieści małe muzeum kolejnictwa.
W latach 2013-14 przebudowano perony, które zostały częściowo zadaszone.

## Linie kolejowe
- Nordbahn